# 達斯蒂·貝克
小強尼·達斯蒂·貝克（英語：Johnnie B. Dusty Baker Jr.，1949年6月15日—）是美国職棒大联盟休士顿太空人的總教練和已退休的球員，為近代知名的外野手出身的總教練。他19年的職業生涯是一個強打的外野手，生涯主要效力於亚特兰大勇士队和洛杉矶道奇。 他帮助道奇隊於1977年 、 1978年、1981年打進世界大賽，並在1981年贏得世界大賽冠軍。結束球員生涯後，他在旧金山巨人、芝加哥小熊、辛辛那提红人和华盛顿国民擔任教練，都曾將其球隊帶進季後賽，且於2002年帶領舊金山巨人贏得國聯冠軍，但在世界大賽中鏖戰7場後輸給洛杉磯天使。2020年，他被聘来當休士顿太空人的總教練。

## 球員生涯
達斯蒂·貝克在高中生涯時是個棒球、足球、田徑與籃球四棲的好手，曾因此獲得聖克拉拉大學的籃球獎學金邀約，然而其在1967年的選秀被亞特蘭大勇士以第26輪第504順位選進後便決定簽約，這決定與其希望就讀大學的父親相左，甚至其父要求取消簽約，但依舊無法改變貝克想去棒球體壇闖蕩的決心。1968年起貝克開始為勇士隊效力，至於1974年止這段期間他也以海軍陸戰預備役的身分擔任汽車維修技師。
達斯蒂·貝克在1975年一場交易與艾德‧古德森被交易到洛杉磯道奇隊，此後他在那裏有了較為明顯的成就。他在1977年獲選為國聯冠軍戰最有價值球員，1980年以生涯最佳的年度最佳球員票選第四收尾，並且在隔年與球隊獲得年度世界大賽冠軍。他的兩座銀棒獎與一座金手套獎皆是在道奇隊生涯時獲得。他與當時隊友格蘭·伯奇也被認為是第一對在球場進行舉手擊掌的代表。
此後貝克在巨人隊與運動家隊進行短暫的球員生涯，並於1986年後退役。

## 執教生涯

### 舊金山巨人時期
貝克在退役之後，首先於1988年擔任一壘指導教練。隨後至1992年只擔任打擊教練。
1993年，貝克隨球隊的安排，取代離職的羅傑·克雷格擔任巨人隊的總教練，這一年巨人也交易來了貝瑞·邦茲。這一年巨人取得了103勝59敗的成績，整個國聯僅次於亞特蘭大勇士隊的104勝。貝克獲選回年度最佳總教練。他也是在1980年洋基的迪克·豪瑟後另一個執教首年就獲得單季百勝的新秀總教練。但因當時分區因素碰巧分區第一正是勇士隊，貝克也就成為歷史第八位球隊獲得百勝卻沒能進入季後賽的總教練。

### 休士顿太空人時期
2020年1月29日，休士頓太空人宣布聘用達斯蒂·貝克來取代因偷暗號事件而下台的A·J·欣希，成為太空人新任的總教練。上任之後貝克擔任起救火隊的任務，安撫太空人隊當時較為動盪的軍心，要求當地州政府幫忙庇護球員。即便其與作弊風波無關，貝克依舊在媒體面前數度力挺自家子弟兵並且對於他隊選手關於球隊作弊的嘲諷言論給予反擊。2020年縮水賽季，貝克帶領太空人以美西第2、季後賽第6種子之姿，接連淘汰美中冠軍雙城與美西冠軍運動家，並在美聯冠軍賽被美東冠軍光芒連下三城的絕對劣勢下連拿3勝，直到第7戰才落敗。
2021年，太空人奪回美西冠軍並連過白襪與紅襪晉級世界大賽，但在世界大賽以2：4被勇士擊敗。不過即使如此，太空人球團仍肯定貝克的貢獻，以續約1年讓兵符留在貝克手裡。
2022年，太空人衛冕美西，接連橫掃水手與洋基再闖世界大賽，並以4勝2敗戰勝費城人，貝克以73歲高齡成為史上最年長冠軍教頭，也終於擺脫「最多勝的無冠教頭」標籤。
2023年，10月25貝克於美聯冠軍賽輸掉後宣布退休。

### 批評
- 達斯蒂·貝克在執教的生涯中，常常有操壞先發投手的行為，尤其在芝加哥小熊隊最為知名，故被球迷封為「貝克街亡靈」，其中以凱瑞·伍德、馬克·普萊爾和愛丁森·沃爾克斯等人被過度使用較為頻繁，此後在紅人開始執教後就逐漸改善過度使用單一投手的問題。
- 達斯蒂·貝克在執教的生涯中雖帶領多支隊伍打進季後賽，但在季後賽的戰績卻不理想，甚至常有當對手已經聽牌的局面就有極大的機率會輸球的問題，直到2022年率領太空人隊奪下世界大賽冠軍後，這類的聲浪才比較和緩。

### 執教成績[2]
| 球隊         | 起   | 迄   | 例行賽成績 | 例行賽成績 | 例行賽成績 | 例行賽成績 | 季後賽成績 | 季後賽成績 | 季後賽成績 | 季後賽成績 |
| 球隊         | 起   | 迄   | 場次       | 勝場       | 敗場       | 勝率       | 場次       | 勝場       | 敗場       | 勝率       |
| ------------ | ---- | ---- | ---------- | ---------- | ---------- | ---------- | ---------- | ---------- | ---------- | ---------- |
| 舊金山巨人   | 1993 | 2002 | 1555       | 840        | 715        | .540       | 24         | 11         | 13         | .458       |
| 芝加哥小熊   | 2003 | 2006 | 648        | 322        | 326        | .497       | 12         | 6          | 6          | .500       |
| 辛辛那提紅人 | 2008 | 2013 | 972        | 509        | 463        | .524       | 9          | 2          | 7          | .222       |
| 華盛頓國民   | 2016 | 2017 | 324        | 192        | 132        | .593       | 10         | 4          | 6          | .400       |
| 休士頓太空人 | 2020 | 2023 | 546        | 320        | 226        | .586       | 43         | 34         | 19         | .642       |
| 總計         | 總計 | 總計 | 4046       | 2183       | 1862       | .540       |            | 57         | 51         | .528       |

## 私人生活
貝克與其妻子梅麗莎育有兩子，分別是納托莎與達倫。達倫曾在父親於巨人隊執教時擔任球童，於2017年選秀會第27輪被華盛頓國民隊選中，不過婉拒簽約並選擇升上大學。
貝克以他咀嚼牙籤的形象最為知名，其理由是牙籤富有特殊的蛋白質，並且能抑制其咀嚼菸草的念頭。